# 250 Vesey Street
250 Vesey Street, ehemals Four World Financial Center, ist ein Wolkenkratzer in New York City. Er ist Teil des Bürokomplexes Brookfield Place und befindet sich im Stadtteil Battery Park City in Lower Manhattan. 250 Vesey Street ist der Hauptsitz der Finanzunternehmen Jane Street und Merrill Lynch.

## Beschreibung
Die 250 Vesey Street, von 1984 bis 2013 als Four World Financial Center bekannt, ist ein 152,4 Meter (500 Fuß) hohes Bürogebäude, das von den Architekten César Pelli aus Argentinien  sowie dem Bauingenieur Thornton Tomasetti entworfen wurde. Der Bau des Hochhauses begann 1984 und wurde 1986 fertiggestellt und eröffnet. Die 250 Vesey Street ist das vierthöchste Gebäude des Brookfield-Place-Komplexes. An der Ostseite ist es mit einem Flachbau mit der 200 Vesey Street, dem höchsten Gebäudes des Komplexes, verbunden. Daneben befindet sich das über eine gemeinsame Plaza erreichbare Winter Garden Atrium. Westlich befindet sich, getrennt von der North End Avenue, das ebenfalls zum Brookfield Place gehörende Bürohochhaus One North End Avenue, dem Sitz der Terminbörse New York Mercantile Exchange. Südlich von 250 Vesey Street verläuft die „Battery Park City Esplanade“ mit der Belvedere Plaza und dem Yachthafen „North Cove Marina“ am Hudson River. 250 Vesey Street hat wie die drei anderen Türme des Komplexes ein markantes Kupferdach. Bei diesem Gebäude handelt es sich um ein stufenförmiges Dach ähnlich einer Stufenpyramide ohne Spitze.
Ein Großteil von Brookfield Place (bis 2013 World Financial Center) wurde bei den Anschlägen vom 11. September 2001 auf das alte World Trade Center durch den Einsturz der Zwillingstürme, die sich direkt neben dem World Financial Center befanden, schwer beschädigt. Mit einem Volumen von 250 Millionen Dollar wurde Brookfield Place vom Unternehmen Brookfield Office Properties modernisiert und 2014 der Bürokomplex in „Brookfield Place“ und das Four World Financial Center in „250 Vesey Street“ umbenannt.

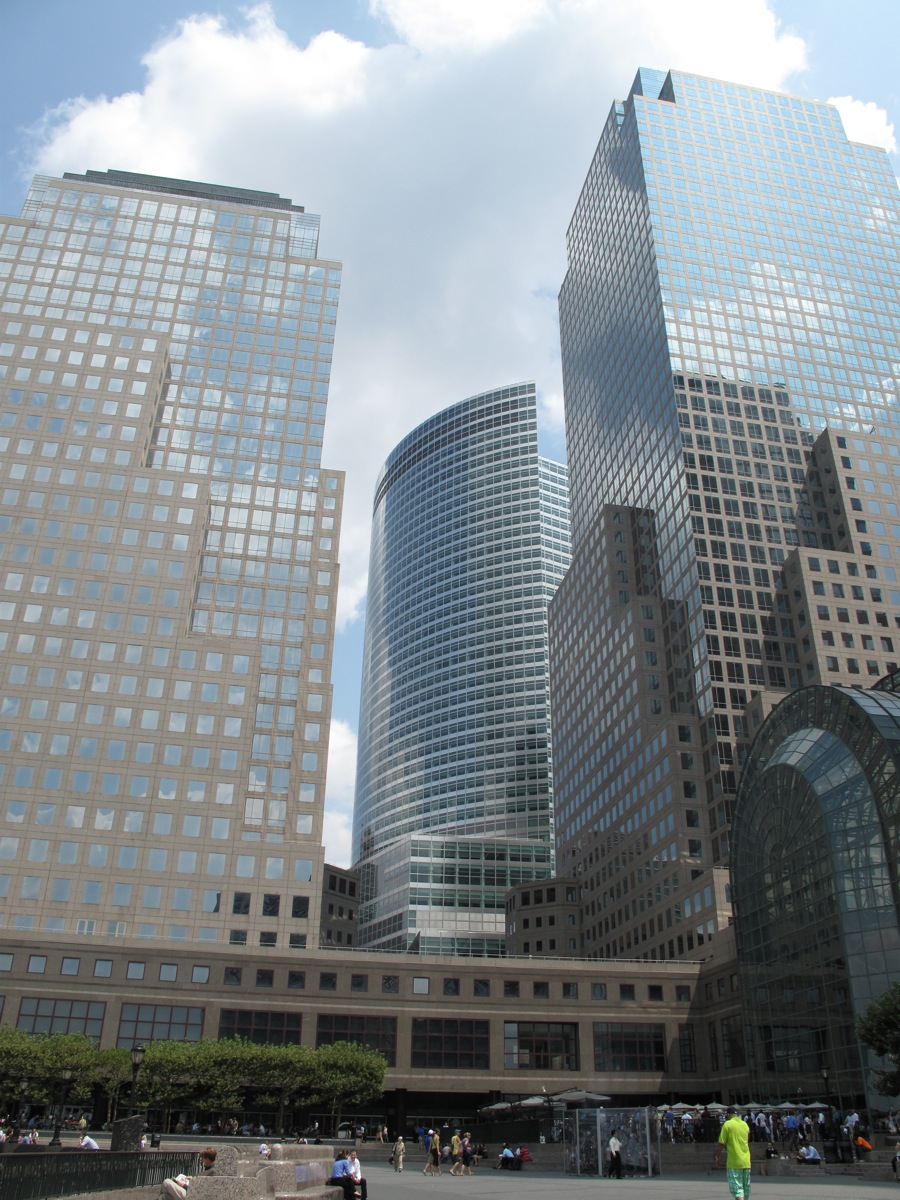
250 Vesey Street (links), 200 West Street (Mitte) und 200 Vesey Street
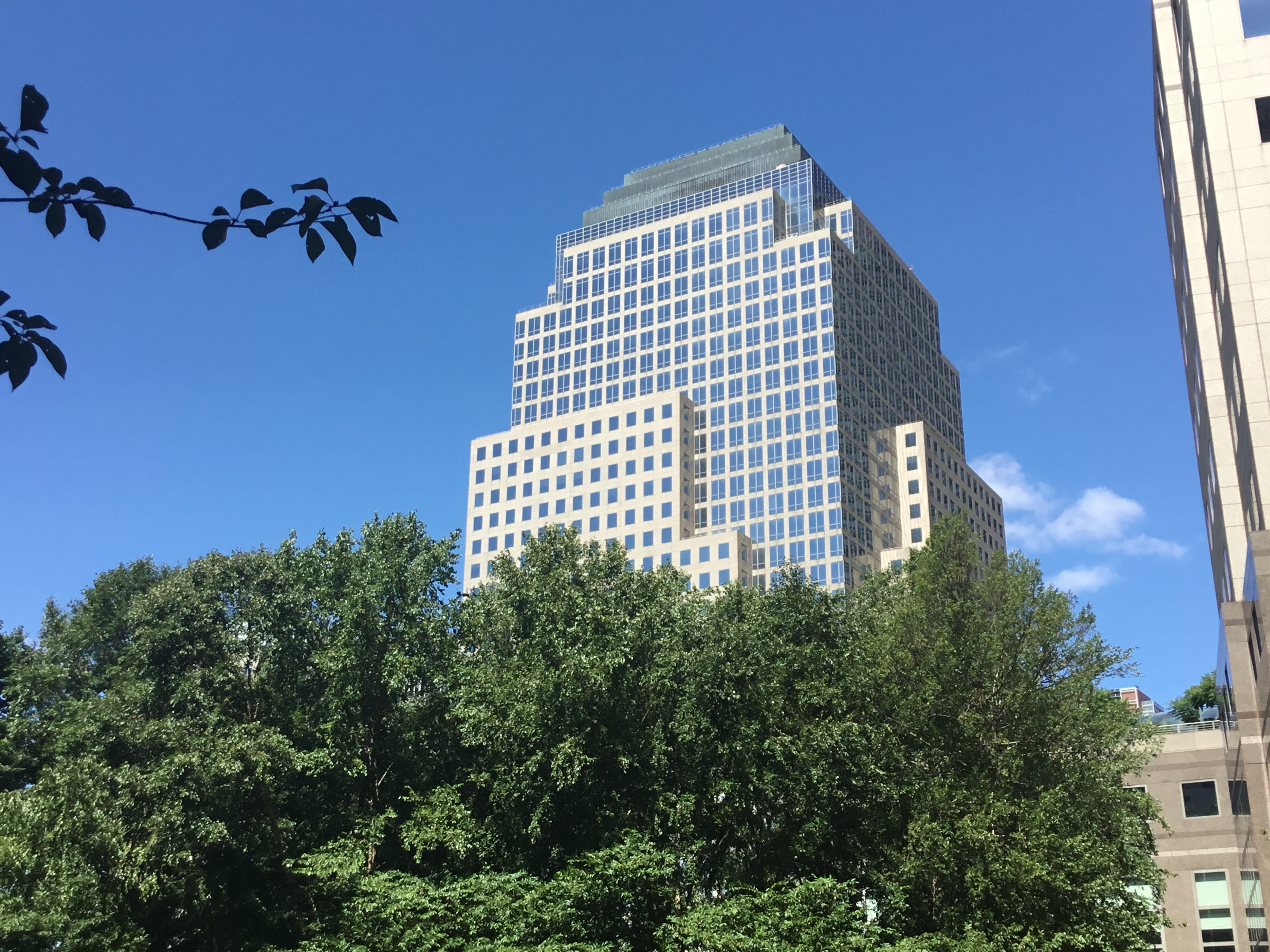
Im September 2021
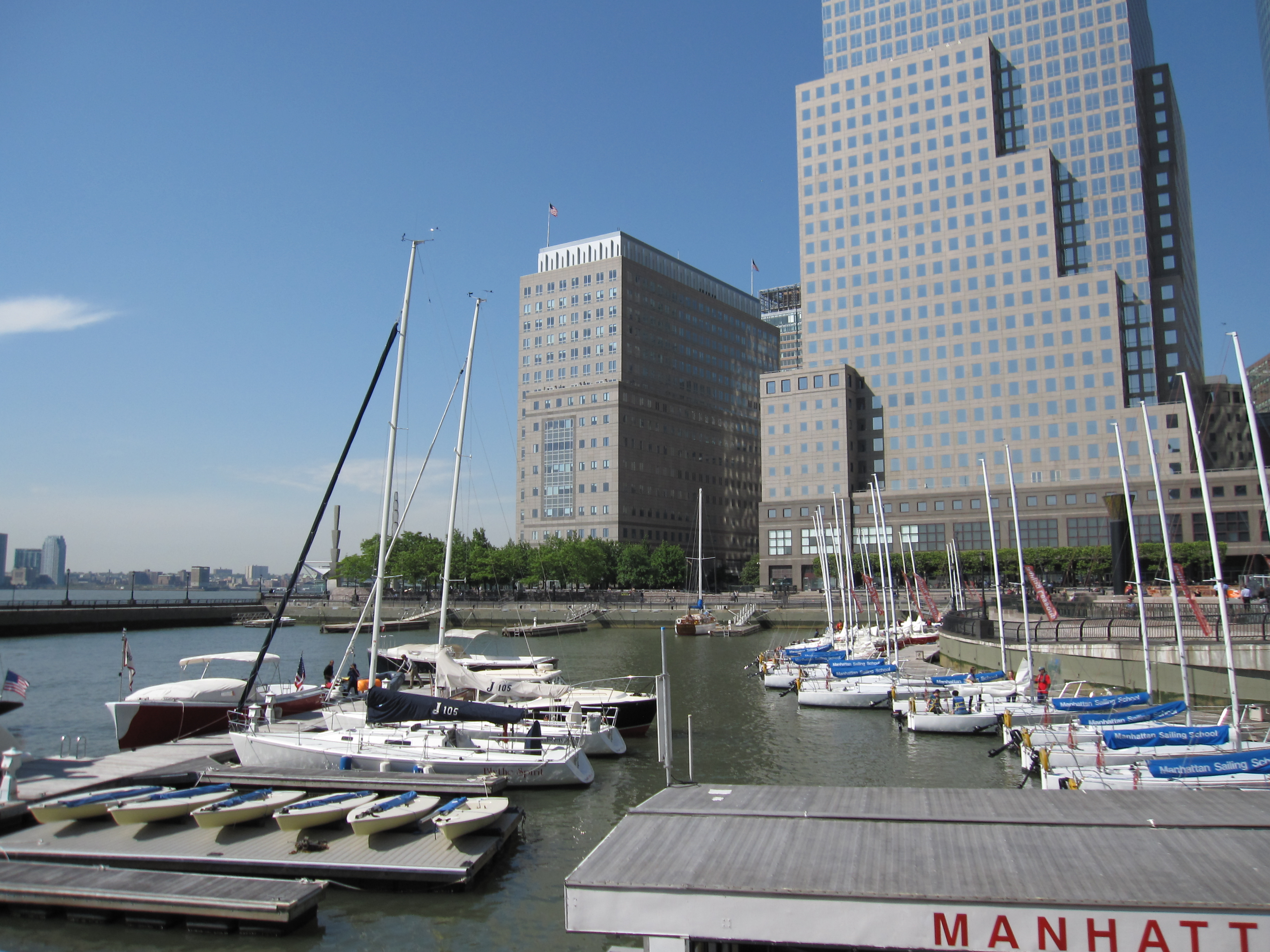
Blick vom Yachthafen